# Антинорманизм

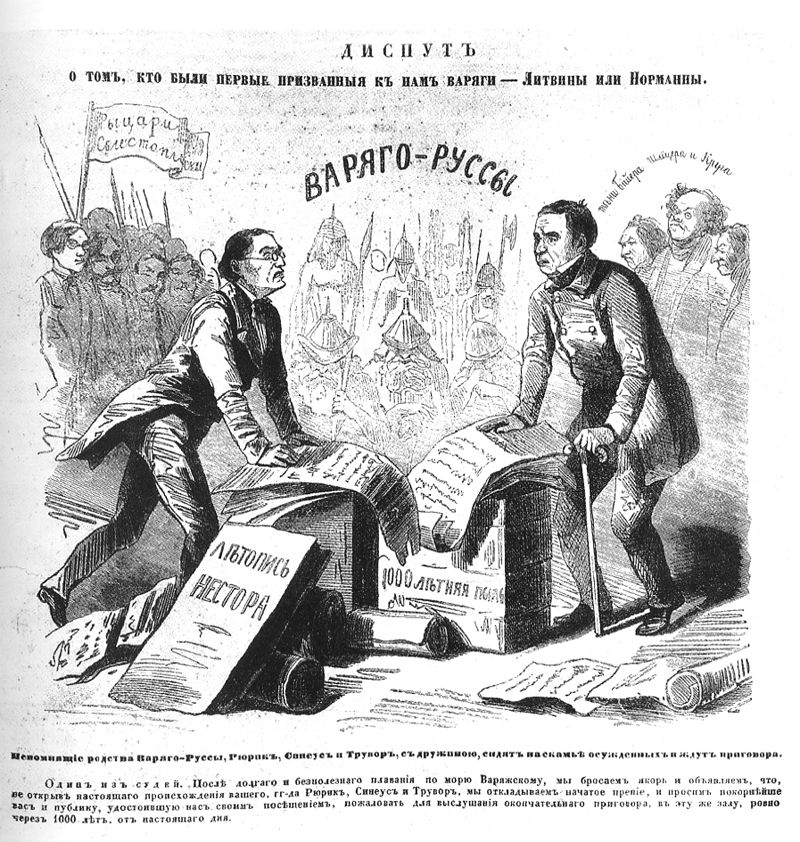
Диспут между Н. И. Костомаровым и М. П. Погодиным по вопросу, кем были первые призванные варяги. Из коллекции Музея истории СПбГУ

Антинормани́зм — ряд направлений преимущественно в российской досоветской, советской и постсоветской историографии, сторонники которого отрицают роль скандинавов в создании Древнерусского государства или отрицают вовсе какое-либо участие скандинавов (норманнов) в социально-политической жизни Руси; отвергают и стремятся опровергнуть норманскую теорию создания Древнерусского государства. Народ русь и варяги, составившие раннюю элиту Древнерусского государства, а следовательно и первые представители правящей династии Древней Руси в рамках антинорманизма рассматриваются не в качестве потомков выходцев из Скандинавии, а как восточные или балтийские славяне (в рамках южнобалтийской гипотезы), финны, пруссы и др.
Антинорманизм возник в XVIII веке в связи с борьбой Российской империи за господство на Балтике, когда варяжское (скандинавское) происхождение не устраивало российскую власть. Другой причиной возникновения антинорманизма стал начавшийся в ХVIII веке процесс «изобретения наций» и их истории, в который включались представления об «исторических корнях», а правителям прошлого присваивалась «правильная» национальность; в данном случае ключевым было доказать «славянство» первых русских князей. Антинорманизм связан со славянской школой, направлением российской историографии, представители которого стремились доказать глубокую древность и исконную высокую цивилизованность славян и русских, не уступавших народам Западной Европы и имевших право на равное с ними место в мировой истории и мировом сообществе, самобытность Руси и исконную славянскую принадлежность народа русь.
Продуктивность и научное значение антинорманизма заключаются в освещении процессов развития восточнославянского социума, приведших к образованию государства, выявлении взаимного влияния древнерусской и древнескандинавской культур.
За пределами постсоветского пространства антинорманизм практически отсутствует, не считая работ некоторых эмигрантов. Антинорманистские концепции распространены преимущественно в постсоветских странах, где, однако, в отличие от советского периода, антинорманизм также стал маргинальным течением.
С начального периода развития преобладающей в антинорманизме была идеологическая составляющая. Антинорманисты рассматривали себя в качестве патриотов, лояльных своему государству. Антинорманизм может иметь националистическую мотивацию, его основой может быть «образ врага». Опровержения норманской теории могут выдвигаться в рамках инструментального подхода к истории, который отрицает самостоятельную ценность прошлого и ставит прошлое на службу настоящему; по явному или подразумеваемому заказу власти. Другой причиной распространённости антинорманизма является отрицание теорий миграционизма и диффузионизма и роли миграций. Антинорманизм распространён, в частности, в широких массах, околонаучной среде, националистических псевдоисторических построениях и в славянском неоязычестве.
Большинством учёных признаются существенное влияние скандинавов на раннюю Русь, скандинавская принадлежность варягов, народа русь, правящего слоя в начальный период и первых правителей Руси, о чём свидетельствует широкий круг письменных, археологических и лингвистических источников. При этом в современной науке скандинавы не считаются собственно основателями Русского государства, принесшими местным народам государственность; образование раннего Русского государства рассматривается как сложный процесс, включавший как внутренние (общественная эволюция местных, в первую очередь восточно-славянских общностей), так и внешние факторы.

## Общие положения
Антинорманизм включает широкий спектр концепций и гипотез, общими признаками которых являются отрицание существенности влияния скандинавов на политические и экономические процессы становления Древней Руси и выдвижение альтернативных норманской версий.
С точки зрения антинорманистов норманизм является единой концепцией, которая включает признание варягов скандинавами, скандинавского происхождения Рюриковичей, Руси, русского государства и нацелена на утверждение господства норманнов над восточными славянами в силу «несамостоятельности» последних и их их «неспособности» создать высокую культуру и государство. Антинорманизм формируется как отрицание такого понимания «норманизма», «норманнской теории». Такая нацеленность на опровержение норманизма явно или неявно рассматривается антинорманистами в качестве «патриотической» задачи, а противоположная позиция, «норманизм» — как разновидность «расизма», чуждое для народа «извращение истории», которое естественно для скрытых или открытых врагов этого народа. Распространённым для антинорманистов является обвинение их предполагаемых оппонентов которых они рассматривают в качестве «норманистов» в отсутствии патриотизма, в русофобии, в нелояльности родному государству, в принадлежности оппонентов к «пятой колонне». Для антинорманизма свойственны обвинения исследователей в стремлении «принизить славу древнего славянского народа». Начиная с диспута Михаила Ломоносова с Г. Ф. Миллером в антинорманизме идеологическая составляющая была преобладающей, его целью не являлось объективное исследование. Антинорманисты рассматривали себя в качестве патриотов, лояльных своему государству. Эта лояльность составила основу их взглядов на начальную историю Руси, её происхождение, происхождение династии Рюриковичей и этническую принадлежность варягов.
Норманская концепция в том виде, как она изображается основными сторонниками антинорманизма, включая тезисы о несамостоятельности и неспособности восточных славян к созданию высокой культуры и государства, за триста лет обсуждения славяно-норманнских отношений историками, которых оппоненты причисляют к «норманистам», как российскими, так и иностранными, не излагалась.
В рамках антинорманизма сведения источников часто заменяются на различные средневековые этимологии. Во многих концепциях сужается исследовательское пространство, сводящееся к «этимологическим» и «этническим» вопросам. Одним из основных для современных антинорманистов является вопрос происхождения слова «варяг». Этот подход создаёт ограниченность исследовательской проблематики в области русско-скандинавских связей. Во второй половине XVIII веке в полемике М. В. Ломоносова с российскими учеными немецкого происхождения возникла полемика вокруг этимологии названия «русь», имевшая в тот период отчетливо политический характер. Как норманисты, так и антинорманисты в XVIII — первых десятилетиях XX века стояли на общих методологических позициях, включающих идеалистическое представление о возможности создания государства одним деятелем или группой лиц, что привело к подмене вопроса происхождения государства вопросом происхождения его названия.
Важное место в концепциях антинорманистов занимают гипотезы «южного», местного, или автохтонного, происхождения этнонима русь (обычно из иранских или славянских языков).
Антинорманистская историография стремится обойти проблему скандинавского происхождения названия русь и следовать традиционным для данных направлений представлениям об исконности полянской руси в Киеве (работы А. Г. Кузьмина, Б. А. Рыбакова, А. А. Горского и др.). Отождествление полян и начальной руси при этом обосновывается на взятом вне контекста летописном фрагменте: «поляне, яже нынѣ зовомая Русь».
«Росы», известные из Бертинских анналов, которые признавались, что они «от рода свеонов» (шведов), и послы «от рода русского», имевшие скандинавские имена в договорах Олега и Игоря с греками в рамках антинорманистского дискурса традиционно рассматриваются как норманны на русской службе, например, А. А. Горским (2004).

## История концепций
«Варяжский вопрос» отягощён не только отрывочностью информации письменных источников и сложностью сопряжения лингвистических данных с историческими, но и идеологическими и политическими аспектами и часто приобретал политическое звучание.

### Ранний период
Ранние русские летописи, начиная с самой ранней достоверно известной «Повести временных лет», возводят народ русь к варягам — собирательное обозначение скандинавских народов в ранних русских источниках, выходцы из Скандинавии на Руси.
Более поздняя литературная традиция соотносит этот народ с Русом из легенды о трёх славянских братьях — Чехе, Лехе и Русе. В законченном виде легенда появилась в «Великой Польской хронике» XIV века.
В Воскресенской летописи середины XVI века имеется следующая версия возникновения слова «русь»: «И пришедше словене съ Дуная и седше у езера Ладожьскаго, и оттоле прииде и седоша около озере Илменя, и прозвашася инымъ именемъ, и нарекошася Русь рекы ради Руссы, иже впадоша во езеро Илмень». Упоминание о реке Русса явилось вставкой летописца, о чём свидетельствует сравнение с текстом более ранней Софийской первой летописи начала XV века. В начале XVI века немецкий дипломат Сигизмунд фон Герберштейн первым зафиксировал народную этимологию, согласно которой название «Руссия» произошло «от одного очень древнего города по имени Русс, недалеко от Новгорода Великого». В другом месте Герберштейн пишет: «Руса, некогда называвшаяся Старой Руссией (то есть давней или древней Руссией), древний городок под владычеством Новгорода…».
В Краткой Хронографической Палее, старший список которой датируется 1440 годами, варяги при перечислении народов — потомков Иафета отождествляются с галатами (древний союз кельтских племён): «Разделено же бысть племя Афетово, третьего сына Ноева, 15 языкъ: 1 галати, иже суть варязи, 2 руми, иже суть грекы, 3 армени, 4 норици, иже суть словене». В некоторых поздних литературных произведениях XV—XVI веков термин «варяги» заменяется на «немцы» как обозначение иностранцев вообще («И избраша от немець 3 браты…») или варяги мыслятся как пруссы в целях построения новой княжеской генеалогии: в «Сказании о князьях Владимирских» XVI века и в Хронографе Сергея Кубасова XVII века говорится, что римский император Август дал мнимому предку Рюрика Прусу «грады ляцкие по Висле реке, …и Варяжские грады Поморские, и преславный Гданеск, и ины многия грады по реке Немонь впадшую в море». В периоды идеологических кризисов летописное сказание о призвании варягов обретало особое значение: начало Русского государства требовалось привести в соответствие с его настоящим. В эпоху становления централизованного государства эта потребность привела к перестройке летописного сказания и созданию «Сказания о князьях Владимирских», согласно которому неизвестный Европе Рюрик предстал потомком Августа.
Немецкий дипломат Сигизмунд фон Герберштейн, будучи советником посла в Московском государстве в первой половине XVI века, одним из первых европейцев ознакомился с русскими летописями. Герберштейн стал первым, кто отождествил варягов с западнославянским племенем вагров: он писал об этом в своих «Записках о Московии», опираясь на соображения о славянской общности веры, обычаев и языка русских и вагров, отчего «русским естественно было призвать себе государями вагров».
Автор «Киевского синопсиса» второй половины XVII века (предположительно киево-печерский архимандрит Иннокентий Гизель) вслед за западными авторами писал о балтийско-славянском происхождении варягов. Балтийско-славянская версия отразилась в Ермолаевском списке Ипатьевской летописи, созданном в начале XVIII века, где под 1304 годом в рассказе о жене польского князя Лукерье говорится, что варяжское поморье находится у Старого града за Гданьском: «бо бе рода князей сербских, с Кашуб, от помория варязского от Стараго града за Кгданском».
Ещё в XVII веке Швеция для обоснования своей экспансионистской политики по отношению к Русскому государству активно использовала летописные сведения о скандинавском происхождении древнерусских князей и присутствии скандинавов в Восточной Европе периода становления Древнерусского государства.

### Российская империя
В самой России широкую известность норманская теория получила в первой половине XVIII века, благодаря деятельности немецких историков в Российской академии наук Г. З. Байера (1694—1738), позднее Г. Ф. Миллера, Ф. Г. Штрубе де Пирмонта и А. Л. Шлёцера.
В XVIII веке начинается процесс «изобретения наций» и их истории, в который включаются представления о «народных традициях» и «исторических корнях». Изменился также подход к предкам царствующих фамилий. В династических представлениях мифические персонажи были заменены более реальными властителями прошлого, которым, однако, стала присваиваться «правильная» национальность. Одним из наиболее ярких примеров является вопрос об этнической принадлежности первых русских князей.

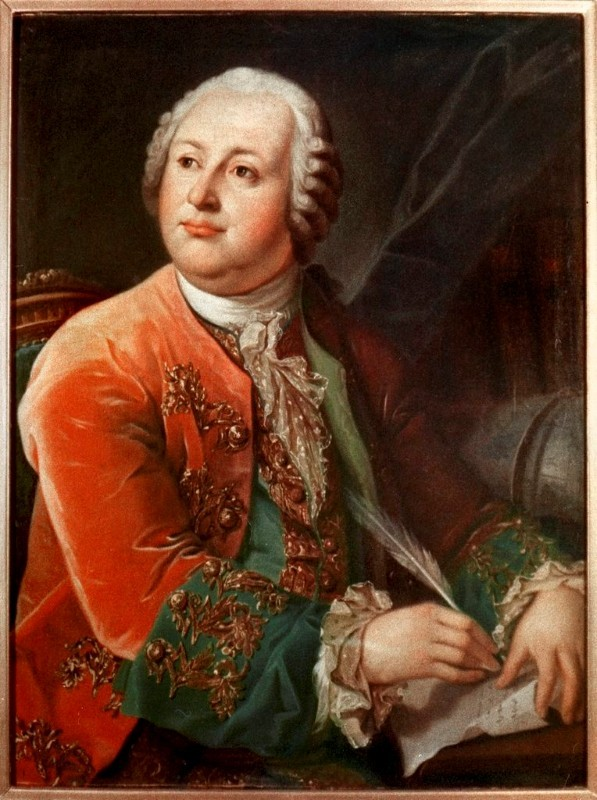
М. В. Ломоносов

Одним из основателей славянской школы считается Михаил Ломоносов, комплекс исторических идей которого включал идеи древности славянского этноса, древнего происхождения «российского» (русского) народа и др.
Авторов славянской школы мотивировало стремление «восстановить справедливость». Они отвергали, пренебрежительное, по их мнению, отношение господствовавшей в то время в исторической науке немецкой школы, рассматривавшей древних славян как «дикарей», которым германские народы «несли свет учёности». Немецкими авторами последняя концепция использовалась для оправдания их экспансии на восток, покорения или уничтожения различных славянских сообществ в западных славянских регионах. В связи с этим данный научный спор имел существенную политическую основу. Представители славянской школы заявляли о расселении славян на огромных территориях и в глубокой древности, для чего славяне отождествлялись ими с различными народами, такими как троянцы, скифы, сарматы, роксоланы, готы, гунны, варяги, этруски и др.
В России политическую и идеологическую остроту «варяжский вопрос» приобрёл в середине XVIII века, когда против норманской теории, усмотрев в ней тезис об отсталости славян и их неготовности к образованию государства, активно выступил М. В. Ломоносов. В частности, он утверждал, что Рюрик был родом из полабских славян, которые, по его мнению, имели династические связи с князьями ильменских словен. Этим и было обусловлено его приглашение на княжение.
Ломоносов доказывал славянскую принадлежность народа русь («россы») через тождество их пруссам. Самих пруссов (балтские племена) он считал славянами, ссылаясь на Гельмольда и Матфея Претория, полагавших «прусский и литовский язык за отрасль славенского», а также на собственное мнение о сходстве «их (пруссов) языка со славенским».
К тезоименитству императрицы Елизаветы Петровны в 1749 году Г. Ф. Миллером было написано сочинение «Происхождение народа и имени российского», в котором использованы материалы скандинавских саг о нападениях норманнов на их восточных соседей. Автор связал с этим известное по летописям призвание варягов и согласно летописям выводил династию Рюриковичей от них, как и само название Русь. В ответ Ломоносов заявил, что если бы Миллер умел, «то он бы Россию сделал толь бедным народом, каким еще ни один и самый подлый народ ни от какого писателя не был представлен». Ранее другой деятель российской науки немецкого происхождения, Иван Шумахер, который возглавлял академиков, предложил им обсуждение диссертации Миллера — «не отыщется ли в оной чего для России предосудительного». Позднее он писал в письме к своему коллеге, что диссертация написана «с большой ученостью, но с малым благоразумием». В отличие от сочинения Г. З. Байера, который «употреблял все возможные старания отыскать для русского народа благородное и блистательное происхождение… Но он хотел умничать. Habeat sibi! (Вот и получил свое) Дорого он заплатит за свое тщеславие!».
Начиная с Ломоносова ряд авторов считают, что слово «рос» зафиксировано в виде названия народа «ерос», упомянутого ещё в VI веке в «Церковной истории» Захарием Ритором, где он помещается по соседству с народами «людей-псов» и амазонок. Эту территорию многие авторы трактуют как Северное Причерноморье. На этом основании народ «рос» возводят к ираноязычным (сарматским) племенам роксаланов или росомонов, упоминаемых античными авторами.
В дискуссии 1749 года обозначились два диаметрально противоположных взгляда: признание скандинавов в качестве основателей Древнерусского государства, трактовка наименований «русь» и «варяги» как обозначения скандинавов (Г. Ф. Миллер, опиравшийся на исследования Г. З. Байера) и отрицание какого-либо участия скандинавов в социально-политической жизни Руси, утверждение, что слова «русь» и «варяги» — греческие или славянские (М. В. Ломоносов, В. К. Тредиаковский и др.). Обе стороны исходили из единых представлений о возможности создания государства одним человеком и считали летописные сообщения полностью достоверными, но расходились в их интерпретации.
В отношении научных исторических изысканий Миллер стоял на явных объективистских позициях, он утверждал, что историк «должен казаться без отечества, без веры, без государя… все, что историк говорит, должно быть строго истинно, и никогда не должен он давать повод к возбуждению к себе подозрения в лести». В этом и заключалось основное расхождение позиций Миллера и Ломоносова. По мнению А. С. Мыльникова, в диспуте Ломоносова и Миллера 1749—1750 годов «столкнулись два методологических подхода — один, представленный Миллером, восходящий к рационалистической критике раннего немецкого Просвещения, и другой, представленный Ломоносовым, сочетавший просветительские представления с элементами поэтики русского барокко, сцементированные идеями национального патриотизма». Миллер настаивал на необходимости различать историческое исследование и «панегерическую речь» и считал, что негативные примеры из прошлого обладают не меньшим воспитательным значением, чем положительные. Кроме того, Миллер, в отличие от Ломоносовым, не ставил своей целью создать национальный исторический дискурс, он рассматривал свою задачу не в качестве политической или патриотической, но как сугубо научную, связанную с получением нового знания.
Филолог Ю. М. Лотман писал, что многие писатели и историки XVIII века, включая Ломоносова, больше доверяли в действительности поздним источникам, наподобие поздних редакций Хронографа, поскольку свидетельства, сообщаемые «Повестью временных лет», казались им слишком лапидарными, скупыми, лишёнными романического содержания. Эти свидетельства почти не касались тем, которые интересовали читателя конца XVIII века в наибольшей мере, — дохристианского, докняжеского периода, и предоставляли слишком мало подробностей. К поздним источникам привлекала также свойственная им сказочная фантастичность, которая по представлениям XVIII века была признаком старины. Так, более фантастичные, чем сведения, сообщаемые «Повестью временных лет», статьи Хронографа воспринимались как более древние.
Один из первых русских историков В. Н. Татищев, в середине XVIII века исследовав «варяжский вопрос», не пришёл к определённому выводу относительно этнической принадлежности призванных на Русь варягов, но предпринял попытку объединения противоположных воззрений. По его мнению, основанному на «Иоакимовской летописи», варяг Рюрик происходил от норманнского князя, правящего в Финляндии, и дочери славянского старейшины Гостомысла.
Как место изначального появления имени «Русь» В. Н. Татищев рассматривал Старую Русу: «сначала токмо область Новгородская или паче владение Старой Русы (Старой Руси) тако именовались». В 2000-е годы А. Н. Сахаров и В. В. Фомин, опираясь на известие Герберштейна, вновь предложили связь названия Русы с Русью.
В начале XIX века Н. М. Карамзин с опорой на критический анализ летописных известий, произведённый А. Л. Шлёцером, предложил концепцию создания российской «монархии» варягами-скандинавами во главе с Рюриком, который был приглашён новгородским старейшиной Гостомыслом с целью управления славянскими и финскими племенами. Построение Карамзина преобладало до середины XIX века. В свою очередь, под влиянием трудов И. Ф. Г. Эверса С. М. Соловьёв, признавая происхождение первых князей и дружины норманнским, в целом оценивал их влияние как незначительное.

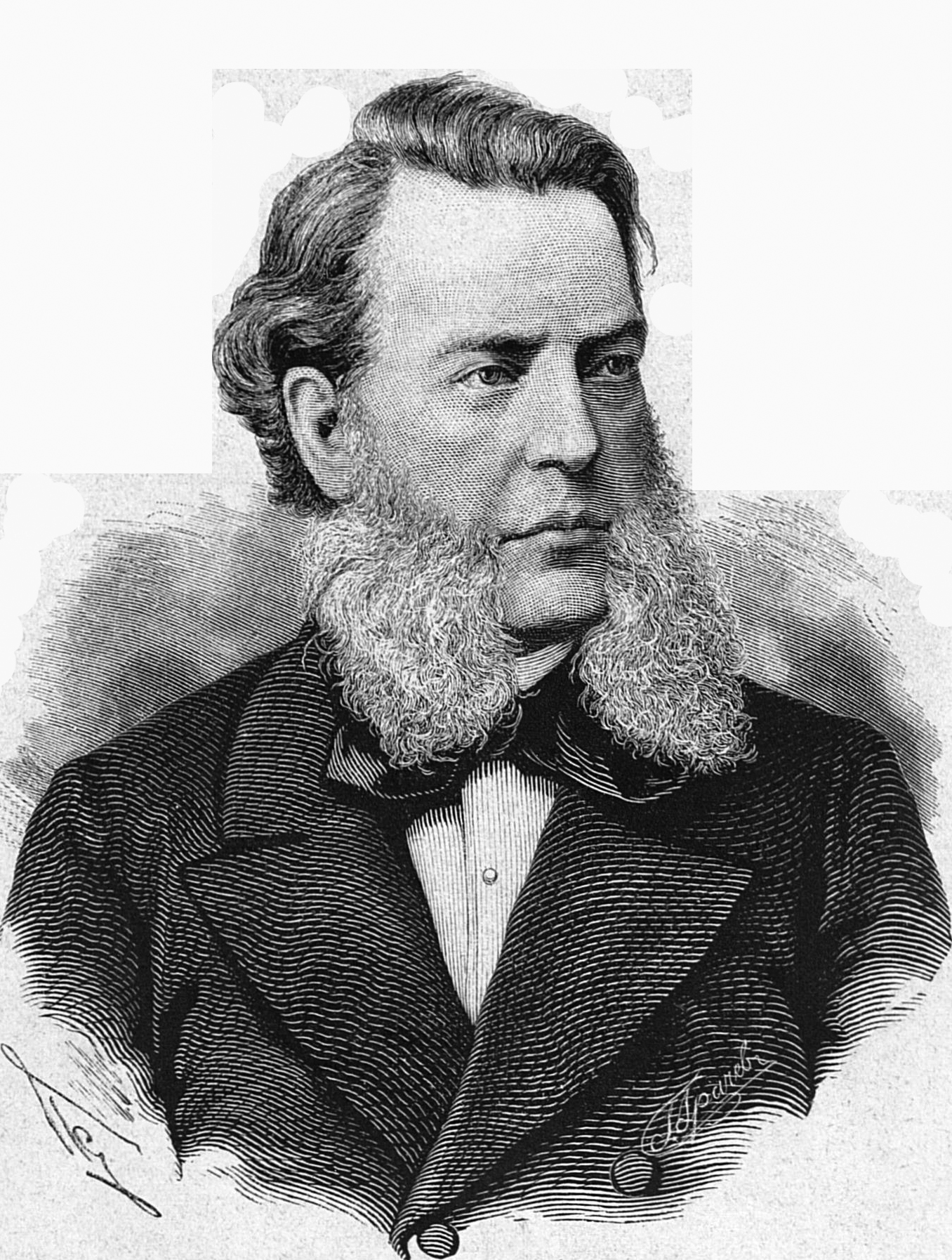
С. А. Гедеонов

В середине XIX века в рамках славянофильства наблюдается усиление антинорманских тенденций. Двумя виднейшими представителями антинорманизма XIX века были С. А. Гедеонов и Д. И. Иловайский.
С. А. Гедеонов предположил, что Рюрик — это не собственное имя, а родовое прозвище Ререк («сокол»), которое, по его гипотезе, носили все представители правящей династии ободритов. В подтверждение Гедеонов ссылается на скандинавскую сагу Снорри Стурлусона о Хаконе Добром из цикла «Круг Земной», где, по его мнению, венды названы соколами. Русов он считал балтийскими славянами — ободритами. Гедеонов вновь поставил во главу угла вопрос об этнической природе варягов и руси. Он утверждал, что эти термины, а также имена первых русских князей (Рюрик, Олег, Игорь) происходят из прибалтийско-славянских языков, что, по его мнению, доказывало славянскую природу древнерусской государственности. Однако его этимология была тогда же отвергнута лингвистами. Вместе с тем его критика взглядов «норманистов» побудила их интенсифицировать поиски и исследование новых источников по «варяжскому вопросу».

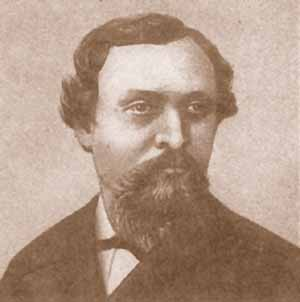
Д. И. Иловайский

Иловайский разделял гипотезу южного происхождения русов, а этноним русь объяснял русым цветом волос.
Знаки Рюриковичей С. А. Гедеонов и некоторые другие исследователи (О. М. Рапов, А. Г. Кузьмин) трактовали как схематическое изображение сокола, падающего на добычу. Другие исследователи видят в нём изображение скипетра, якоря, трезубца или вил.
Норманскую теорию разделял М. П. Погодин, который участвовал в дискуссии с занимавшими позиции антинорманизма Н. И. Костомаровым, а затем Д. И. Иловайским. По итогам полемики в 1872 году Погодин составил обобщающий труд «Древняя русская история до монгольского ига».
Русские учёные XVIII и XIX веков обычно относились к летописному рассказу о призвании варягов в 862 году с полным доверием и спорили лишь по вопросу об этнической принадлежности пришельцев. В 1876 году Иловайский писал о вставном характере «Сказания о призвании варягов», усматривая в нём признаки новгородского происхождения. Вслед за Иловайским в статье 1904 года А. А. Шахматов высказывал мнение, что «Сказание о призвании варягов» это поздняя вставка в киевскую летопись, составленная летописцами из нескольких северорусских преданий, подвергнутых ими глубокой переработке.
В середине XIX — начале XX веков учёные ввели в научный оборот значительный корпус восточных (А. Я. Гаркави, А. А. Куник), византийских (В. В. Латышев), скандинавских (Ф. А. Браун) и западно-европейских источников. Эти источники в значительной мере расширили понимание экономических и социально-политических процессов образования раннего Русского государства и свидетельствовали о значительной роли в них скандинавов. Взгляды на причины возникновения Русского государства изменились, в том числе было признано значение внутреннего экономического и социального развития восточных славян; само формирование государства теперь понималось как длительный процесс.
Английский историк Томас Шор в своей книге «Происхождение англо-саксонской расы» (1906), говоря о варинах, которых их союзники англы называли варингами, пишет что в русской истории они известны под именем варягов. Того же мнения придерживаются российские авторы А. Г. Кузьмин и В. В. Фомин.

### СССР и эмиграция
Н. К. Никольский, вслед за Д. И. Иловайским и А. А. Шахматовым, предполагал наличие в летописи двух взаимоисключающих версий происхождения руси — поляно-славянской и варяжской. По его мнению, исходной была поляно-славянская версия, а первый автор летописи был убеждён, что «Русская земля», как и все славяне, «пошла» из Подунавья. Позднейший же автор пытался доказать, будто русь это варяги, пришедшие «из-за моря, и не в Киев, а в северо-западные земли». Вслед за И. П. Филевичем он назвал первоначальный летописный свод «Повести о Русской земле» или «Повести о поляно-руси». Переселение в VII—X веках многочисленных групп славян из Среднего Подунавья подтверждается археологическими данными. По характеру и деталям погребальной обрядности древнейшие труположения на Среднем Поднепровье имеют прямые аналогии в раннехристианских памятниках на территории Великой Моравии. С. С. Ширинский предложил считать раннехристианскими все ингумационные захоронения Среднего Поднепровья IX—X веков. Подобная же позиция представлена в работах А. П. Моци и А. Е. Мусина, которые акцентируют внимание на биритуальному характере древнерусских могильников IX—X веков и принципиальном отличии нового обряда от традиционной для славян кремации, что могло быть вызвано только коренными изменениями в религиозном сознании.
О дославянском бытовании на юге корня рос- в 1923 году писал В. А. Брим, выдвинувший гипотезу о двойном, северном и южном, происхождении слова «Русь».
Расширение круга источников и изменение подхода к решению проблемы появления Русского государства сняли остроту проблемы этнической принадлежности варягов и ранних русских князей. Вплоть до середины 1940-х годов подавляющее большинство российских, советских и иностранных историков и филологов признавало активное участие скандинавов в формировании Древнерусского государства, скандинавское происхождение русской знати и династии, скандинавскую этимологию терминов «варяг» и «русь». Эти взгляды разделяли С. М. Соловьёв, В. О. Ключевский, В. Л. Томсен, А. А. Шахматов, Ю. В. Готье, Б. Д. Греков, С. В. Юшков и др. Одновременно масштабные археологические исследования в Старой Ладоге, Гнёздове, Киеве, Чернигове (Н. Е. Бранденбургом, Д. Я. Самоквасовым, А. А. Спицыным, Т. Арне и др.) подтвердили, что в Восточной Европе IX—X веков проживало значительное число скандинавов, а скандинавские древности концентрируются в основных пунктах торговых путей.
Официальная советская пропаганда представляла «норманистов» как «врагов народа» или «агентов запада».
В середине 1940-х — начале 1950-х годов в Советском Союзе произошло новое усиление антинорманизма, которое имело две основных причины: реакция на эксплуатацию идей «норманизма» в нацистской Германии для пропаганды расового превосходства германской расы над славянами — скандинавы изображались нацистами как культуртрегеры по отношению к славянам; а также «борьба с космополитизмом». Сказание о призвании варягов стало ассоциироваться с нацистскими идеями о неспособности «славянской расы» к самостоятельному развитию и воспринималось как чуждое «патриотической» русской летописи, которая, с точки зрения части советских авторов, свидетельствует об исконно славянских (киевских) истоках государственности. В сферах истории и археологии «борьба с космополитизмом» выразилась в теории автохтонного, не имеющего внешних влияний, развития восточных славян. Присутствие скандинавов в Восточной Европе отрицалось (А. В. Арциховский). Основным аргументом этого, как и в XVIII веке и в середине XIX века, была попытка доказать нескандинавскую этимологию названий «русь» и «варяги». Для этих терминов предлагались восточно-славянская (М. Н. Тихомиров), кельтская, прибалтийско-славянская (А. Г. Кузьмин) и др. этимологии.
Другим аргументом считался тезис одного из основоположников марксизма Фридриха Энгельса о том, что государство не может быть навязано извне, дополненный официально пропагандируемой в то время псевдонаучной автохтонистской теорией лингвиста Н. Я. Марра, отрицавшей миграции и объясняющей эволюцию языка и этногенез с классовой точки зрения. Идеологической установкой для советских историков стало доказательство тезиса о славянской этнической принадлежности племени русь. Характерные выдержки из публичной лекции доктора исторических наук В. В. Мавродина, прочитанной в 1949 году, отражают состояние дел в советской историографии сталинского периода:

Естественно, что «учёные» прислужники мирового капитала стремятся во что бы то ни стало опорочить, очернить историческое прошлое русского народа, принизить значение русской культуры на всех этапах её развития. Они же «отказывают» русскому народу в инициативе создания своего государства.[…]

Этих примеров вполне достаточно, чтобы прийти к выводу, что тысячелетней давности предание о «призвании варягов» Рюрика, Синеуса и Трувора «из-за моря», которое давным-давно следовало сдать в архив вместе с преданием об Адаме, Еве и змие-искусителе, всемирном потопе, Ное и его сыновьях, возрождается зарубежными буржуазными историками для того, чтобы послужить орудием в борьбе реакционных кругов с нашим мировоззрением, нашей идеологией.[…]

Советская историческая наука, следуя указаниям Маркса, Энгельса, Ленина, Сталина, положив в основу замечания товарищей Сталина, Кирова и Жданова на «Конспект учебника по Истории СССР», разработала теорию о дофеодальном периоде, как периоде зарождения феодализма, и о варварском государстве, возникающем в это время, и приложила эту теорию к конкретным материалам истории русского государства. Таким образом уже в теоретических построениях основоположников марксизма-ленинизма нет и не может быть места норманнам как создателям государства среди «диких» восточно-славянских племён.

В патриотическом духе выдвигались версии: советского лингвиста П. Я. Черных о происхождении термина варяг от варить (в значении охранник); российского историка Г. И. Анохина, согласно которому варяги-русь — солевары из Русы (Старой Руссы). Эти гипотезы не были приняты наукой.
В конце 1950-х годов польский историк X. Ловмяньский писал, что, хотя скандинавская этимология слова «русь» «не свидетельствует как таковая о решающей роли норманнов» в процессе возникновения Древнерусского государства и убедительно обоснована лингвистически, тем не менее местное происхождение названия заслуживает предпочтения и потому следует попытаться установить именно славянскую этимологию.
В советской историографии родиной русов считалось Среднее Поднепровье, они отождествлялись с полянами Киевской земли. Эта гипотеза имела официальный статус. Противопоставление славян и руси в «Повести временных лет» объяснялось подчинением большинства славянских племён киевским князьям, домен которых на первоначальной стадии образования государства и назывался «Русью». Этноним русь выводился из местной топонимики, например из названия реки Рось на Киевщине. Корень рос- встречается в гидронимах Северного Причерноморья. Рось — правый приток Днепра; Роська, Россава — притоки Роси. Производные топонимы: Поросье, город Родня. Исходный гидроним, Ръсь, имеет неясную этимологию и засвидетельствован в «Повести временных лет».
Многие годы советский антинорманизм представлял историк и археолог академик Б. А. Рыбаков. С 1940-х годов он отождествлял русов и славян, помещая первое древнеславянское государство, предшественника Киевской Руси, в лесостепь Среднего Поднепровья. В 1953 году он писал: «После того, как многие доводы норманистов были опровергнуты, норманская теория осталась где-то на грани между консервативной ученостью и политическим памфлетом». По мнению Рыбакова, «чья-то рука изъяла из „Повести временных лет“ самые интересные страницы [об исконной славянской руси] и заменила их новгородской легендой о призвании князей-варягов». Рыбаков вслед за Шахматовым писал о внесении «варяжской легенды» в текст киевской летописи из новгородского источника («Остромировой летописи»), но связывал создание «норманской традиции» не с Нестором, а с игуменом Михайловского Выдубецкого монастыря Сильвестром. Легендарного Кия он считал киевским князем VI века. Утверждая, что понятие «Русская земля» сложилось уже к середине VI века, Рыбаков постулировал возникновение Киевского государства за 300 лет до «призвания варягов». Он упрекал сторонников норманской теории в подтасовках, имеющих целью принизить творческие способности славян. Позднее Рыбаков всё же признал скандинавское происхождение Рюриковичей и выделил «варяжский период» в истории Руси. По мнению В. Л. Янина, Рыбаков придерживался разработанной М. С. Грушевским концепции «киевоцентризма», согласно которой государственное устройство распространялось не из Новгорода в Киев, а из Киева в Новгород. Как пишет Янин, Рыбаков пошёл дальше, чем Грушевский, заявив об основании Новгорода киевлянами для защиты северных рубежей.
Историк А. П. Новосельцев так описывал ситуацию в позднесоветский период: «Возражать им [академику Рыбакову и его последователям] становилось даже опасно, так как можно было заслужить малопочтенный в ту пору ярлык норманиста, что вело к ограничению возможностей публикации трудов тех, кто его получал, и т. д.». Л. С. Клейн в книге мемуаров приводит письмо, направленное в Управление внешних сношений МВиССО СССР профессором Д. А. Авдусиным, в котором значилось: «Позиция группы Клейн-Лебедев-Булкин представляется мне противоречащей марксизму-ленинизму, антипатриотической. Поездка любого из членов этой группы за границу, тем более — в гнездо зарубежного норманизма — Швецию, послужит не на пользу, а во вред советской исторической науке».
Позиция историка и археолога Л. С. Клейна по норманской проблеме, занятая им с 1960 года, поначалу вызывала только неявное недовольство партийного руководства наукой, которое привело к организации дискуссии 1965 года, где оппонентом Клейна выступил И. П. Шаскольский. Это была третья публичная дискуссия по данной проблеме (каждая отстояла от предшествующей приблизительно на столетие; в первой участвовали Г. Ф. Миллер и М. В. Ломоносов, во второй — М. П. Погодин и Н. И. Костомаров). В печати реакция началась после появления в 1970 году сводки норманнских древностей Руси, выполненной Клейном совместно с его учениками: последовали рецензия в Польше, три подробных отклика в России.
Академик Д. С. Лихачёв считал, что летописный рассказ о призвании варягов является вставкой в летопись, легендой, созданной печерскими монахами с целью укрепления независимости Древнерусского государства от византийского влияния. По мнению учёного, легенда, как и в случае с призванием саксов в Британию, отразила средневековую традицию искать корни правящих династий в древних иноземных правителях, что должно повышать авторитет династии среди местных подданных.
В 1960-е — начале 2000-х годов в работах археологов (Д. А. Авдусин, М. И. Артамонов, А. Н. Кирпичников, Г. С. Лебедев, Е. Н. Носов, Т. А. Пушкина и др.), историков и источниковедов (А. А. Горский, Е. А. Мельникова, А. П. Новосельцев, В. Т. Пашуто, В. Я. Петрухин, М. Б. Свердлов, И. П. Шаскольский и др.), филологов (Г. А. Хабургаев, Г. Шрамм) изучение славяно-скандинавских связей периода формирования Русского государства было выведено далеко за пределы спора о происхождении названий «русь» и «варяги», обретя комплексный и междисциплинарный характер. Основными вопросами являются роль торговых путей в образовании государства и степень участия варягов в международной торговле, формирование русской военной элиты и место, занимаемое в ней варягами, наряду с другими этническими группами, сравнительная типология социально-политического развития скандинавов и восточных славян и их этнокультурный синтез, русские вляиния на культуру Восточнеой Скандинавии др.
Многие российские и нероссийские лингвисты, историки и археологи придерживались скандинавской этимологии названия «русь» и пополняли её аргументацию (лингвистическую — А. И. Попов, Г. А. Хабургаев, Г. Шрамм, археологическую — Г. С. Лебедев). Ряд советских историков вслед за М. Н. Тихомировым придерживался версии автохтонного среднеднепровского происхождении этого названия.

В. В. Седов

Предметом дискуссии стала локализация объединения русов с каганом во главе, получившего условное название Русский каганат. Востоковед А. П. Новосельцев склонялся к северному расположению Русского каганата, в то время как археологи (М. И. Артамонов, В. В. Седов) помещали каганат на юге, в районе от Среднего Поднепровья до Дона. Не отрицая влияния норманнов на севере, они всё же выводят этноним «русь» из иранских корней.
Д. Т. Березовец предложил отождествлять русов с населением, связанным с салтово-маяцкой культурой. В новейшее время эта гипотеза развивается Е. С. Галкиной, которая отождествляет Подонье с центральной частью Русского каганата, предположительно существовавшего в IX веке. По её мнению, после разгрома этого объединения кочевыми племенами венгров в конце IX века имя «Русь» от ираноязычных русов-аланов (роксоланов) перешло к славянскому населению Среднего Поднепровья (поляне, северяне). В качестве одного из аргументов Галкина опирается на этимологию М. Ю. Брайчевского, который предложил для всех «русских» названий Днепровских порогов из сочинения Константина Багрянородного «Об управлении империей» аланскую интерпретацию (на основе осетинского языка).
Наиболее глубоко иранская этимология имени «русь» проработана О. Н. Трубачёвым: *ruksi «белый, светлый» > *rutsi > *russi > русь; ср. с осет. рухс (иронск.) / рохс (дигорск.) «светлый». Трубачёв предложил толкование этнонима «рос», опираясь на данные южнорусской топонимики. Этноним «рос», упомянутый в Житии святого Георгия Амастридского, по его мнению, является архаизмом, поскольку идентичен названию народа ῥοῦς/ῥῶς, жившего на Азовском побережье в VI веке.
По мнению В. В. Седова, название «русь» восходит к иранской основе *rauka- *ruk- 'свет, белый, блестеть' и возникло в период славянско-иранского соседства в Северном Причерноморье. По его мнению, этнонимы «русы» и «русь» начали распространяться в ареале волынцевской и близкой к ней культур. Учёный он присоединился к существующему в историографии предположению о возможном независимом возникновении и последующем слиянии северного названия «ruotsi» и южного «русь» или же финском заимствовании уже устоявшегося этнонима, впоследствии перенесённом на скандинавов.

А. Г. Кузьмин

В 1970-е годы А. Г. Кузьминым был возрождён антинорманизм середины XIX века — в той его форме, которая была выдвинута М. В. Ломоносовым и развита С. А. Гедеоновым. Кузьмин стал ведущим советским антинорманистом. Также он известен как видный член «русской партии» (движения русских националистов), и активный участник советской кампании по «борьбе с сионизмом». Мнения, что варяги были не скандинавами, а западными славянами, в те годы придерживались только историки В. Б. Вилинбахов, А. Г. Кузьмин и В. В. Похлёбкин. В рамках этого направления варяги считаются прибалтийскими славянами — на основании этимологий («варяги»-«вагры» и др.), а также западнославянских влияний на язык и материальную культуру северо-западных областей Древней Руси. Также Кузьмин писал, что варяги были ославяненными кельтами. За это И. П. Шаскольский с марксистских позиций обвинил А. Г. Кузьмина в пропаганде идей украинского белоэмигранта С. П. Шелухина, впервые озвучившего в 1929 году гипотезу, что русь — это кельты, пришедшие из Франции. Кузьмин связывал русь с руянами — славянскими жителями острова Рюген. Руяне в поздних Магдебургских анналах (XII век), возможно, названы русскими (Rusci), как сообщает Кузьмин со ссылкой на работу 1859 года. Со второй половины 1980-х годов Кузьмин развивал концепцию Дунайской Руси на территории Великой Моравии IX века, с конца 1990-х — концепцию Причерноморской Руси в Восточном Крыму и на Таманском полуострове.
Украинско-американский историк О. И. Прицак, в целом придерживавшийся норманской теории, считал, что название «Русь» произошло от кельтско-латинского названия местности «Рутениси», которое во Франции изменилось в «Руси», а в средней Германии — в «Рузи».
Восприятие варяжско-норманнских изысканий как «реакционной норманской теории» сохранялось в советской историографии и в течение 1980-х годов, в результате чего авторам противоречащих этой линии работ отказывалось в публикации.

### Постсоветский период
В отличие от советского времени, в постсоветской науке антинорманизм стал маргинальным течением.
Очередное усиление спора вызвал доклад историка Л. С. Клейна (1995) о «конце антинорманизма» (один отклик в поддержку, два — против) на торжественном юбилее дискуссии 1965 года. Клейн полагал, что после ликвидации советской власти, а вместе с ней и государственной поддержки антинорманизма, дискуссия на эту тему завершена. В журнале «Стратум» за 1999 год Клейн опубликовал статью «Норманизм — антинорманизм — конец дискуссии». Однако с 1990-х годов антинорманистские идеи приобрели новую известность как в общественном, так и в академическом дискурсе в России, Украине и Белоруссии. Возникла тенденция реанимации традиционного антинорманизма, которая включает как тиражирование без научного комментария трудов Иловайского и Гедеонова, так и написание работ, основанных на их идеях. Сохраняющаяся приверженность антинорманизму в странах в постсоветский период мотивируется современным этнонационализмом и потребностями государственного строительства. Антинорманизм в неявном виде поощряется официозными структурами. На Украине и, в меньшей степени, в Белоруссии постсоветское национальное строительство, противопоставленное историческому дискурсу в рамках российского империализма, способствовало распространению антинорманистских взглядов в научных кругах и, в большей степени, в массовой культуре.

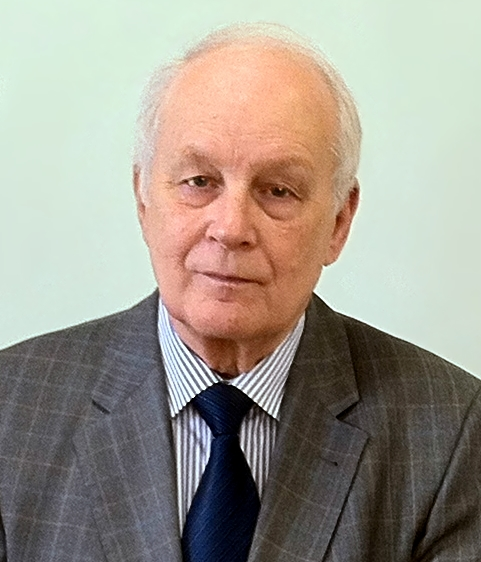
А. Н. Сахаров

Развитие научного направления, которое отвергало антинорманистские стереотипы номенклатурной науки и опиралось на междисциплинарные исследования и углубленное изучение источников, вызвало ответную реакцию находящихся у власти сторонников этих представлений. Ряд авторов из этой среде предприняли попытки возродить донаучные идеи в русле «Сказания о князьях Владимирских», возводящие Рюрика к родичу римского Августа Прусу, кабинетные этимологии Ломоносова и Гедеонова, которые соотносят Пруссию с Русью, вагров с варягами и т. п. В основе «методики» этих идей находится «образ врага». Попытка возрождения этих историографических схем вызвала противодействие Е. А. Мельниковой и ряда других учёных. Полемика новых «антинорманистов» со своими оппонентами основывалась на стремлении к очернению и применении номенклатурных методов. Так, Сектор истории древнейших государств под давлением А. Н. Сахарова был вынужден перейти из Института российской истории в Институт всеобщей истории.
В XXI веке работа Кузьмина была продолжена его учениками и последователями. Одним из ярких примеров продвижения этих концепций в России стала антинорманистская конференция в 2002 году, за которой последовали публикации на ту же тему (Сборник Русского исторического общества «Антинорманизм» за 2003 год и др.). «Современным лидером антинорманизма» историк и археолог Л. С. Клейн называет липецкого историка В. В. Фомина (член «Академии ДНК-генеалогии», продвигающей псевдонаучное учение А. А. Клёсова), одного из учеников и последователей Кузьмина.
По мнению В. В. Фомина, сравнение археологического, антропологического и нумизматического материалов свидетельствует о самых древних связях Северо-Западной Руси с Южной Балтикой, по сравнению со Скандинавией, и о самом широком присутствии в её пределах южнобалтийских славян. На ранних поселениях и городищах VIII—IX веков (Ладога, Городище, Гнёздово, Тимерёво, Псков, Городок на Ловати, Городец под Лугой, селищах Золотое Колено и Новые Дубовики, сопках на средней Мсте, Белоозере и др.) в самых ранних слоях в изобилии присутствует лепная керамика южнобалтийского типа, свидетельствующая о пришлом населении.
В 2003 году вышел Сборник Русского исторического общества, озаглавленный «Антинорманизм». В действительности «Антинорманизм» — только один раздел Сборника, но первый и самый крупный. Пять статей из раздела представляют собой историографически-критические описания норманизма, выдержанные, по мнению историка Л. С. Клейна в агрессивном и публицистическом ключе: А. Н. Сахаров «Рюрик, варяги и судьбы российской государственности»; В. В. Фомин «Кривые зеркала норманизма» и «Варяжский вопрос: его состояние и пути разрешения на современном этапе»; М. Д. Каратеев (доктор химических наук и эмигрантский писатель-романист) «Норманнская болезнь в русской истории»; А. Г. Кузьмин «Облик современного норманизма»; включены и некоторые другие работы.

Герб Староладожского сельского поселения

В 2007 году был официально утверждён герб Староладожского сельского поселения, авторы которого отсылают к «соколоподобному древнеславянскому богу огня и света» Рарогу, отмечая, что из связанной с этим названием «общеславянской основы» некоторыми исследователями выводится имя Рюрика.
Более активная дискуссия развернулась после издания работы Клейна «Спор о варягах» (2009). Это издание совпало с возрождением антинорманизма, поддерживаемого директором Института российской истории РАН А. Н. Сахаровым. Сахаров совместно с историком В. В. Фоминым выступили по телевидению, Клейн подверг критике их выступление в печати (2010), опубликовав ряд статей, в частности, о конференции сторонников Сахарова «Начало Руси». Фомин, в свою очередь, поместил в интернете подробный критический разбор «Спора о варягах» и других произведений Клейна под названием «Клейн как диагноз, или голый конунг», где обвинил Клейна в научной несостоятельности его исторических взглядов. Клейн ответил статьей «Антинорманизм как диагноз».
В 2010 году был выпущен сборник «Изгнание норманнов из русской истории», получивший название по переизданной в его составе работе 1955 года «Изгнание норманнов : очередная задача русской исторической науки» (издана в Париже) Наталии Ильиной, супруги философа Ивана Ильина. Также в сборнике 2010 года изданы работы А. Г. Кузьмина, А. Н. Сахарова, Л. П. Грот, В. В. Фомина, С. В. Перевезенцева. В аннотации сказано: «В публикуемых работах… показываются истинные истоки Руси, тенденциозно трактуемые норманистами».
По мнению К. А. Максимовича (2006), др.-рус. русь восходит к славянскому *roud-s-ь, от корня *rъd-/*roud-/*rуd-, связанного с красным цветом. Именно эта форма была заимствована финно-уграми у славян ещё в праславянскую эпоху (около VI века н. э.), до упрощения консонантных групп в праславянском. По мнению автора гипотезы, это подтверждается значениями однокоренных финскому Ruotsi в других финно-угорских языках: саамском (в северной Норвегии — ruossa), комизырянском (rot’s), удмуртском (dzwts), остякском (ruts, rut), вогульском (ros, rus), ненецких диалектах (luса, lusa); а кроме того в тунгусском и бурятском (luca), юкагирском (lusi, luci) и др., в значении «русские». В карельских диалектах термин ruottsi обозначает финнов, Финляндию. В свете закона о большей архаичности периферийных языков именно периферийную (то есть «славянскую») семантику финских продолжений следует считать наиболее архаичной, тогда как шведскую семантику в финских Максимович предлагает считать инновацией.
Сторонником антинорманизма является В. И. Меркулов, к. и. н., член Русского исторического общества, состоящий также в «Академии ДНК-генеалогии», созданной автором псевдонаучного учения А. А. Клёсовым. Одну из своих работ, «Откуда родом варяжские гости?» он публиковал в издательстве «Белые альвы» в серии «Библиотека расовой мысли», созданной сторонником расовой теории Владимиром Авдеевым.
С 2005 года статьи сторонников антинорманизма публикуются в международном историческом журнале «Русин», в редколлегию которого входит В. И. Меркулов. Однако большинство публикаций авторов, представленных в журнале, выполнено на высоком профессиональном уровне.
В 2009 году историк-антинорманист А. Н. Сахаров, директор Института российской истории РАН, член-корреспондент РАН и один из активных членов Комиссии по противодействию попыткам фальсификации истории в ущерб интересам России, в интервью российскому телеканалу заявил, что среди современных фальсификаций одним из самых опасных средневековых вымыслов является норманизм, который «сегодня снова поднимает голову». Он утверждал, что в России дует новый ветер норманизма, инспирируемый иностранными организациями и учреждениями, финансирующими «деструктивную деятельность» некоторых российских учёных и исследовательских центров.
С 2015 года статьи сторонников антинорманизма публикуются в международном журнале «Исторический формат» (журнал антинорманистов), главным редактором которого является В. И. Меркулов (член «Академии ДНК-генеалогии» Клёсова), заместителем главного редактора антинорманист М. И. Жих; в редколлегию входят С. Н. Азбелев, Л. П. Грот, Р. Б. Рыбаков, В. В. Фомин (Грот и Фомин — также члены «Академии ДНК-генеалогии») и др.; в общественный попечительский совет журнала входят члены «Академии ДНК-генеалогии» Клёсова; статьи журнала близки к псевдонаучным; среди авторов Л. Р. Прозоров (сторонник национал-социализма, идеологии русского неоязычества и конспирологического хазарского мифа), Клёсов и др.; также журнал может характеризоваться как антиисторический.
Если первоначально постсоветские профессиональные антинорманисты (В. В. Фомин, А. Н. Сахаров и др.) не выдвигали на первый план идеологическую составляющую своих взглядов, то с 2000-х годов ученики и последователи ведущего советского антинорманиста А. Г. Кузьмина обратились к тому факту, что он придерживался в истории патриотического целеполагания. В. И. Меркулов (2007) писал: «А. Г. Кузьмин всегда понимал и понимает, что изучение истории как таковой бессмысленно. Наука должна служить народу, помогать ему осознать собственную роль и предназначение, предостеречь от роковых ошибок. Считая, что история обязана влиять на политику, профессор был одним из основателей русского патриотического движения». По словам С. В. Перевезенцева (2005): Кузьмин «считал, что „чистая наука“ — это слишком уж „узкое“ занятие. Главная задача ученого — служить своему Отечеству, быть гражданином и патриотом». Этой идеологической тенденции придал идентичность и обоснование автор псевдонаучного учения «ДНК-генеалогия» Анатолий Клёсов, который взял курс на «научный патриотизм» и построил концепцию, в рамках которой, произвольно отождествив гаплогруппу с родом, возводит «русский род» к эпохе палеолита. Сторонник антинорманизма Лидия Грот (2013 на сайте «Переформат») предполагает, что в России нужно создавать патриотические политические мифы: «Если в России и нужно создавать политические мифы, то они должны питаться интересами страны, а не быть ей чуждыми». Дискуссию о начальной истории Руси она в советской парадигме понимает как столкновение двух мифов, идеологическую борьбу, и, отмечает, что выступает в защиту одного из мифов.
Антинорманистские взгляды занимают видное место в некоторых российских школьных учебниках XXI века.
Ряд популярных работ и ресурсов в Интернете распространяют среди среднестатистических жителей России представление, что норманисты это «инородцы», «русофобы», «антипатриоты» и в целом «безнравственные люди». В России антинорманизму симпатизирует масса людей, которые не сведущи в истории. Антинорманизм получает поддержку масс любителей, продвигающих дилетантские взгляды на большом числе площадок в Интернете. Эти тенденции объясняются ресентиментом: новейшие исторические перемены, включая падение Советского Союза, экономические и поллитические проблемы, подрыв позиции русского народа как «старшего брата» порождают в отдельных слоях общества чувство унижения, лишения достоинства. В своей истории эти слои желают видеть только величие и победы, никаких предполагаемых недостатков и поражений. Антинорманистами используются эти настроения. Также в массовом сознании существует точка зрения, что обе стороны, как норманизм, так и антинорманизм — крайности, «а истина где-то посредине».

## Псевдоистория
Почти все авторы псевдоисторических работ, идеи которых связаны с русским национализмом, разделяют какую-либо форму антинорманизма. Антинорманизм также распространён во взглядах украинских националистов.
Юрий Миролюбов, русский эмигрант, издатель и комментатор «Велесовой книги», а также её наиболее вероятный автор-фальсификатор, отождествлял русов со скифами, сарматами и фракийцами, писал, что они обитали в Алазанской долине в Грузии, а варяги имеют западнославянское происхождение.
Отрывок из Житиий Мефодия и Константина, в монашестве Кирилла с упоминанием, что в Херсоне Константину удалось найти «Евангелие и Псалтирь рѹсьскыми письмены писана», дал возможность для гипотезы священнослужителя Стефана Ляшевского о существовании письменности до 861 года у русских. Ляшевский считал, что прямые предки русских — сарматы-роксоланы, жившие в Крыму, говорили на языке «Бравлинского Евангелия», Псалтири («Бравлинское Евангелие» ― название данное Евангелию, упоминаемому в отрывке) и «Влесовой летописи»; Кирилл учился по перечисленным книгам, а затем дополнил рѹсскую 24-х буквенную азбуку ещё 16 буквами, таким образом создал церковно-славянскую азбуку.
Идея «доваряжской Руси» отражена в романе советского писателя В. Д. Иванова (участника националистического «Русского клуба») «Русь изначальная» (1955—1967), повествующем о «русичах» VI века. Сюжет экранизирован в 1985 году. В фильме русичи противостоят хазарам (также анахронизм). Советский писатель В. А. Чивилихин, сторонник идеи «арийского» происхождения славян, в романе «Память» (1978—1984) писал, что «варяги-русь» были славянами и относил возникновение славянской государственности к глубокой древности.
Лев Силенко, автор учения об «орианах-украинцах» («арийцах-украинцах»), создателях самой древней и могущественной цивилизации, а также основатель украинского неоязыческого движения «РУН-вера», писал о губительности христианства для «древней украинской культуры» и рассматривал летописное сказание о призвании варягов как вымысел христианских монахов.
Один из основателей русского неоязычества Валерий Емельянов писал о Западной Руси, или Рутении, которая, по его словам, располагалась на землях Ольденбурга и Мекленбурга в Западной Германии, и из которой происходили варяги со своим князем Рюриком. Западная Русь, согласно Емельянову, рано подверглась «растлевающему влиянию» иудаизма, который выкорчёвывал «арийскую идеологию» на протяжении нескольких веков.
Деятель русского неоязычества А. М. Иванов (Скуратов) отстаивал идею западнославянского происхождении Рюрика и славянского происхождения названия «Русь». Ю. Д. Петухов, автор псевдоисторических работ, критиковал норманизм за его «обслуживание политических интересов». Неоязыческий деятель А. К. Белов (Селидор) считал своими предками летописных варягов, считая их выходцами из балто-славянского населения. Он отождествлял такие группы как руги, россы, росомоны, этруски, руяне и варяги и утверждал, что все они выросли из мощного праславянского суперэтноса; русь он считал более ранним образованием, чем славяне.
Неоязыческий автор А. И. Асов, один из переводчиков и популяризаторов «Велесовой книги» (сочинения, выдаваемого за текст IX века, но признанного научным сообществом фальсификатом XX века), писал о намеренном внедрении в общественное сознание сочиненной немцами норманнской теории. Писатель В. В. Головачёв относил норманизм к числу «лживых исторических концепций», навязанных «иноземными учёными», а Русь выводил напрямую от Гипербореи.

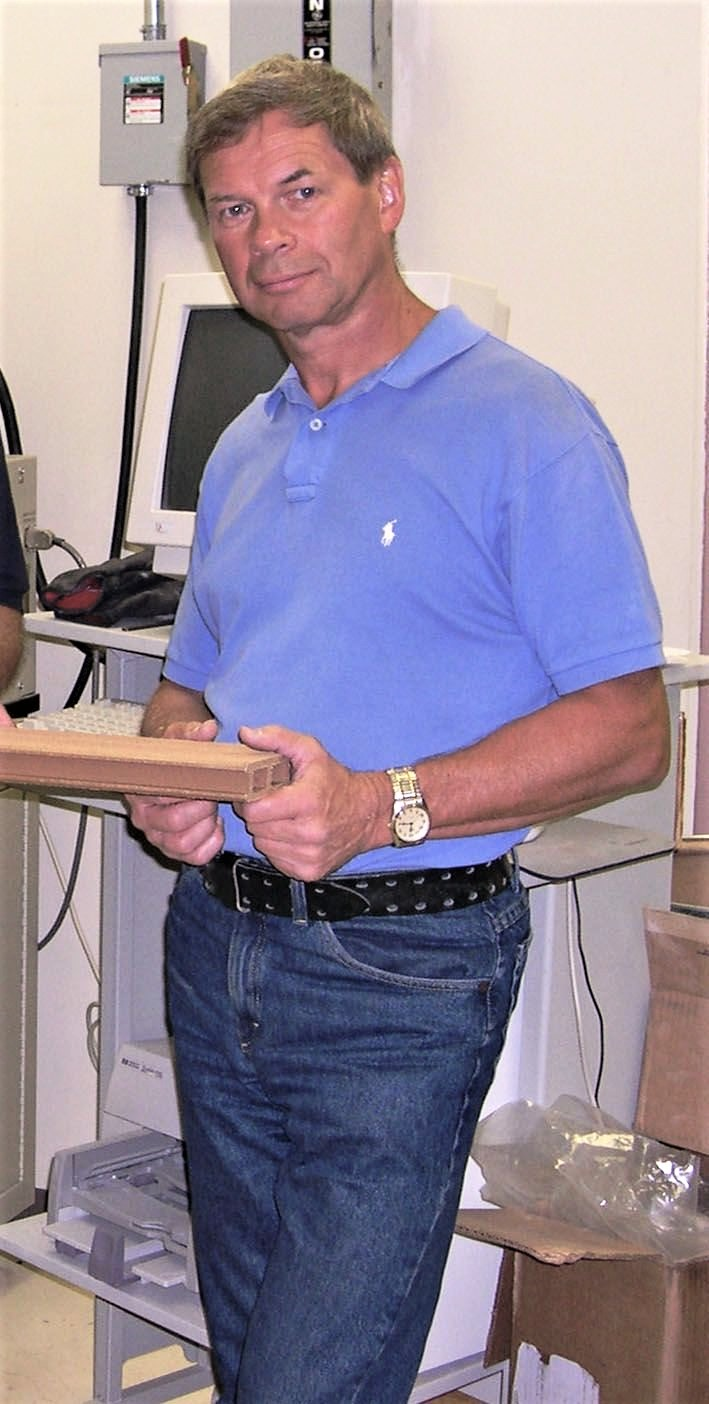
Анатолий Клёсов

Биохимик А. А. Клёсов, создавший псевдонауку ДНК-генеалогия, согласно которой славяне имеют «арийское» происхождение, активно отстаивает позиции антинорманизма. Клёсовым было введено понятие «научный патриотизм», суть которого заключается в защите от того, что автор считает попытками своих оппонентов умалить значимость русских и вообще славян в научных исследованиях. Проявлением «научного патриотизма», по его мнению, является, в частности, антинорманизм: «ДНК-генеалогия резко сдвигает баланс в сторону научного патриотизма, показывает, что норманизм — это фантом, это просто мировоззрение, русофобство по своей сути…».
В качестве псевдонаучных характеризуются работы по древнерусской истории Л. П. Грот, шведской исследовательницы российского происхождения, члена «Академии ДНК-генеалогии» и редколлегии антинорманистского журнала «Исторический формат». Кроме псевдонаучности, для неё характерна острая критика распространённых в историографии взглядов.
В 2012 году сатирик М. Н. Задорнов, сторонник псевдоисторических и неоязыческих идей, выпустил псевдоисторический фильм «Рюрик. Потерянная быль», в 2015 году — его продолжение «Вещий Олег. Обретённая быль». В фильмах утверждается, что Русь и Рюрик имеют исключительно славянское происхождение, а варяги были «русыми солеварами».

## Критика
Полемика по поводу этнической принадлежности первых русских князей была названа историком В. О. Ключевским «симптомом общественной патологии».
Ломоносов прилагал усилия, чтобы обнаружить «дальную древность славенского народа». Ломоносов был последователем «сарматской теории» происхождения славян. «Дальная древность» и сарматская теория требовались для обоснования имперских исторических претензий. В широком расселении славян в Европе Ломоносов усматривал грядущие границы Российской империи. По причине слабой методической базы уже в период своего развития славянская школа подвергалась существенной критике и с XIX века в рамках науки стала лишь историографическим наследием. В методологическом плане эти идеи не соответствуют современной науке. Вместе с тем они ставили новые проблемы и открывали новые направления исследований. Однако последователи первых представителей этого направления постепенно отходили всё дальше от магистрального пути развития науки, опираясь на этноцентристские идеи.
Досоветский антинорманизм, созданный М. В. Ломоносовым и развитый С. А. Гедеоновым, подвергся резкой критике современниками как не соответствующий научному уровню того времени. Вместе с тем в рецензиях отмечалась продуктивность критики норманизма Гедеоновым. Она вызвала оживление исследований русско-скандинавских отношений «норманистами». Представление о возможности создания государства одним лицом или группой лиц разделялось исследователями с XVIII вплоть до первых десятилетиях XX века. Этот подход стал причиной подмены проблемы происхождения государства вопросом происхождения его названия. В связи с этим за признанием скандинавской этимологии названия Русского государства следовало утверждение приоритета скандинавов при его формировании, за признанием славянской этимологии — соответственно утверждение приоритета славян.
Лингвист Е. А. Мельникова отмечает, что выведение имени Рюрик из поморско-славянского слова «rerig» («сокол») лингвистически невероятно. Лингвист С. Л. Николаев пишет, что полабско-ободритское *rorög, *ræreg и имя Рюрик являются не более чем созвучиями, и называет утверждения об их связи околонаучными спекуляциями. Переселение полабско-одерских славян на территорию Руси не засвидетельствовано; в древнерусском языке имя князя-переселенца, если бы он был ободритом или рюгенцем, имело бы форму *Рярегъ или *Рарюгъ.
Советский антинорманизм подвергается критике как номенклатурная наука, этимологии, предлагаемые антинорманистами (связь между словами «Пруссия» и «Русь», «варяги» и «вагры» и др.), — как кабинетная или народная этимология, то есть не имеющая опоры на корректный лингвистический анализ. И. П. Шаскольский считал, что антинорманизм подобного рода использует устаревшую аргументацию и игнорирует достижения современной науки. Д. А. Авдусин отметил связь его распространения в 1940—1950-е годы с общественно-политической ситуацией в СССР, борьбой против «космополитизма».
Доказательства гипотезы автохтонного (среднеднепровского) происхождении названия «русь» сводятся к общим соображениям о существовании в Среднем Поднепровье Русского государства на рубеже VIII—IX вв. или раньше при отсутствии здесь скандинавских древностей. Одна из гипотез автохтонного происхождения этнонима русь выводит его из гидронима Рось (др.-рус. Ръсь), названия правого притока Днепра в Среднем Поднепровье, южнее Киева. Эту гипотезу разделял, в частности, академик Б. А. Рыбаков. Исходный гидроним, Ръсь засвидетельствован в «Повести временных лет». Он может восходить к индоевропейскому ros- — «вода, влага», и на основании различных вариантов этого названия оно может быть отнесено к гидронимам позднеславянского периода. Лингвистический анализ позволяет отвергнуть возможность происхождения слова русь от названия реки Рось. В древнерусском языке слово выглядело как Ръсь (ъ в корне этого слова означает сверхкраткий — редуцированный — гласный звук заднего ряда среднего подъёма), косвенные падежи — на Рси, по Рьси (редуцированный закономерно выпадает) и др. Жители берегов реки Рось именовались в летописных текстах не «русь» или «россичи» и т. п., а поршане. Таким образом, в X веке в названии Ръсь присутствовал краткий глухой гласный ъ, который прояснился в о (будучи в сильной позиции) только в XII веке (ср.: търгъ > торгъ, вълкъ > волкъ и др.). Ср.: название города и реки Ръша в Ипатьевской летописи — современные город Орша и река Оршица. Этимологически общеславянский ъ восходит к индоевропейскому u, тогда как ӯ (в слове русь) могло развиться только из индоевропейского дифтонга *au или *ou. Таким образом, корни ръс- (> рос-) и рус- независимы один от другого.
Антинорманизм А. Г. Кузьмина и его последователей, помимо использования некорректной этимологии, критикуется за смешение западных славян с поморскими и немногочисленность следов поморских славян в археологическом материале, а также за сужение исследовательского пространства, которое сводится к тем же народно-этимологическим и «этническим» вопросам, что и в антинорманизме XIX века. В синхронных источниках слово «rusci» к жителям острова Рюгена не применяется. Автор X века, совместно с руянами участвовавший в военном походе 955 года, называет их вполне по-славянски ruani.
В 1950—1960-е годы историческая наука обратила внимание на принципиальное различие и независимость вопросов этимологии названия (преимущественно лингвистической проблемы) и образования государства (исторической проблемы), которые не могут подменять друг друга.
В. Я. Петрухин писал о новом антинорманизме во главе с А. Н. Сахаровым:

Развитие направления, порывающего с антинорманистскими стереотипами номенклатурной науки и опирающегося на междисциплинарное исследование и углубленное понимание источников, не могло не вызвать раздражения пребывающих у власти адептов этих стереотипов. В этой среде были сделаны попытки реанимации донаучных стереотипов в духе средневекового «Сказания о князьях Владимирских», возводящих Рюрика к родичу самого Августа Прусу, кабинетных этимологий М. В. Ломоносова и С. А. Гедеонова, соотносящих Пруссию и Русь, вагров и варягов и т. п.: в основе «методики» этих опусов, естественно, оказывается не «образ мира», а «образ врага»… Полемика новых «антинорманистов» с оппонентами сводилась к попыткам ошельмовать их и к использованию традиционных номенклатурных методов.
В. В. Фомин, в частности, утверждает, что немецкий дипломат Сигизмунд фон Герберштейн, который первым отождествил варягов с западнославянским племенем вагров, в январе-апреле 1516 года посетив историческую область Вагрию, беседовал с ваграми и получил от них подлинные сведения об их истории. Вагры были истреблены или ассимилированы немцами значительно раньше времени Герберштейна. В самом тексте Герберштейна эпизода о беседе с ваграми нет, напротив, дипломат отмечает: «про варягов никто не мог сообщить мне ничего определённого, помимо их имени». Далее Герберштейн писал, что отождествление вагров и варягов является его собственным предположением: «как полагают, Балтийское море и получило название от этой Вагрии», а вагры «имели общие с русскими язык, обычаи и веру, то, по моему мнению, русским естественно было призвать себе государями вагров, иначе говоря, варягов, а не уступать власть чужеземцам, отличавшимся от них и верой, и обычаями, и языком».
Фомин приписывает немецкому космографу Себастьяну Мюнстеру первое упоминание о варяге Рюрике в иностранных источниках, но ссылается при этом на базельское издание его «Космографии» 1628 года, дополнения в которое вносились редакторами текста под влиянием «Записок о Московии» Герберштейна. У Мюнстера (1489—1552) в прижизненных изданиях «Космографии» 1544 и 1550 годов нет ни варяжской темы, ни сюжета о ваграх.
Е. А. Мельникова отмечает, что отождествление «варягов» и «вагров» является примером народной этимологии, то есть не соответствует данным и принципам лингвистики, кроме того, противоречит указаниям археологических и ранних письменных источников на варягов как выходцев из Скандинавии. Того же мнения придерживаются Т. Н. Джаксон, Л. С. Клейн, В. Я. Петрухин, Н. Ф. Котляр, И. П. Шаскольский, Е. В. Пчелов. Клейн отмечает, что «Повесть временных лет», не аутентична IX—X векам, но всё же дошла в списках XIII—XIV веков и основана на оригиналах XI века. Учёные многое в ней ставят под сомнение (отдельные даты, детали сообщений), но её основная канва признается достоверной, тогда как в поздних генеалогиях, которые используют сторонники западнославянской версии, вовсе нет доказательств подлинности.
Керамика, которая известна у западных славян — фельдбергская и фрезендорфская, торновская, гроссраденская и типа Таттинг — действительно имеет подобия в северорусском материале, как и строительная техника валов, технология судостроительства, при малом количестве железных заклёпок или вовсе без них, тогда как у скандинавов их большое количество. Однако данная керамика не распространялась на территории вагров, с которой связывают варягов сторонники западнославянской гипотезы.
Концепция лингвистических влияний западнославянского языка на речь новгородцев, которые предполагал лингвист А. А. Зализняк в 1988 году, была подвергнута критике О. Н. Трубачевым, В. Б. Крысько и Х. Шустер-Шевцем, поскольку те же архаизмы имеются и у балканских славян и в некоторых других регионах, и в дальнейшем не поддержана самим Зализняком. Кроме того, если бы указанная керамика и диалектные влияния были маркерами варягов, эти маркеры имелись бы уже в IX веке в Смоленске, Киеве и Чернигове.
Фомин и Сахаров утверждали, что В. Л. Янин и В. В. Седов «доказали три миграционных потока из западнославянского мира — из Южной Балтики, из Польши и с Карпат (Сахаров), в VIII веке, в середине IX и в середине X». Это утверждение не соответствует действительности. Археологи Янин и Алешковский опирались только на лингвистические наблюдения и не приводили археологических данных. Гипотеза Седова опирается на данные письменных источников и археологический материал не прорабатывала. Другие археологи её не приняли. Кроме того, Седов писал о середине 1-го тысячелетия н. э. Привязки к варягам эти предполагаемые миграции не имеют. Тогда как передвижение населения из Скандинавии фиксируется по сотням археологических артефактов именно IX—X веков.
По мнению Л. С. Клейна, в плане научных доказательств западные славяне в качестве варягов не имеют никаких преимуществ перед другими народами, кроме того обстоятельства, что они являются «братьями-славянами», и сторонники западнославянской версии выбирают их из ложно понятого чувства патриотизма, как властителей, подчиняться которым и начинать историю с которых «не унизительно», в отличие от инородных скандинавов.
Петрухин называет статьи Сборника Русского исторического общества «Антинорманизм» (2003), посвящённые данной теме, эпигонскими сочинениями относительно традиционного антинорманизма, в которых предпринимаются попытки осуществить подмену исторического анализа старыми гипотетическими этимологиями названий «русь» и «варяги», конструкциями в русле «Русского каганата», являющегося вариантом Приазовской Руси Иловайского и др.
Большое число византийских, западноевропейских, арабо-персидских источников свидетельствуют, что в IX — первой половине X века название «русь» относилось именно к варягам и русь в этот период отличали от славян.
В ранних русских источниках варяги являются собирательным обозначением скандинавских народов или выходцев из Скандинавии на Руси.
О скандинавском происхождении народа русь и варягов свидетельствуют различные иностранные письменные источники, данные археологии и языка. Предметы скандинавского происхождения найдены во всех древнерусских торгово-ремесленных поселениях (Ладога, Тимерево, Гнёздово, Шестовица и др.) и ранних городах (Новгород, Псков, Киев, Чернигов). Более 1200 скандинавских предметов вооружения, украшений, амулетов и предметов быта, а также орудий труда и инструментов VIII—XI веков происходит примерно из 70 археологических памятников Древней Руси. Известно около 100 находок граффити в виде отдельных скандинавских рунических знаков и надписей. Раскопки в Рюриковом Городище под Новгородом под руководством Е. Н. Носова с 1975 года, давшие большое число скандинавских артефактов, а также в Старой Ладоге, согласно ряду летописей, первой резиденции Рюрика, под руководством А. Н. Кирпичникова с 1984 года, а также раскопки на Украине и в Белоруссии, выявили следы скандинавского заселения, начавшегося в IX—X веках и продолжавшегося около двух столетий. Среди наиболее важных свидетельств скандинавского присутствия в Восточной Европе — женские костюмы, некрополи нормандского типа, амулеты с руническими надписями, скандинавские идолы, которые являются показателями ремесла и религиозных практик. Интенсификация скандинавских артефактов в археологических памятниках северной Руси приходится на вторую половину IX века, что соответствует времени летописного призвания варягов на Русь и началу династии Рюриковичей. Археологические данные свидетельствуют о высоком положении варягов в автохтонном обществе. Культура скандинавской элиты привлекала местное население: наблюдается сложный процесс ассимиляции скандинавов в славянские и финские общества и формирование нового этноса. В свою очередь, следы контактов со славянскими племенами Балтийского моря незначительны, они оказали небольшое влияние на производство керамики.
Ряд северогерманских (древнескандинавских) слов вошли в древнерусский язык в эпоху викингов. Оценки количества этих заимствований различны у разных авторов, от более чем 100 слов (Форссман) до 34 (Кипарский) и 30 (Струминский), включая личные имена. Согласно наиболее критическому и консервативному анализу, общеупотребительные древнескандинавские заимствования включают кнут, сельдь, шёлк, ящик, а также русь, варяг, стяг, витязь (от викинг). Многие относятся к особой сфере употребления и перестали широко использоваться к XIII веку, например, берковец (от *birkisk, 'Бирка / бирковый фунт', единица измерения массы, около 164 кг), голбец (от gulf, 'ящик' 'сарай'), гридь (от griði, grimaðr, 'телохранитель конунга'), ларь (от *lári, lárr, 'сундук', 'ствол'), пуд (от pund, единица измерения массы), скала (от skál), тиун (thiónn, управляющий), ябеда (от embætti, 'чиновник'). Древнескандинавское происхождение имеют имена (древнескандинавский вариант приведён в скобках): Аскольд (Hǫðskuldr, Hǫskuldr), Глеб (Guðleifr), Дир (Dýri), Игорь (Ingvarr), Ингварь (от того же Ingvarr), Олег (Hélgi), Ольга (Helga), Рогволод (Ragnvaldr, Rögnvaldr), Рогнеда (Ragnheiđr, Ragnhildr или *Rоgnêd), Рюрик (Hrœrekr или Rȳrik), Синеус, Трувор (Signjótr, Þórvar[ð]r), Тур (Þórir), Улеб (Ǫleifr, Олаф), Якун (Акун) (Hákon) и др.. Большинство послов «от русского рода», перечисленных в русско-византийских договорах 911 и 944 годов, имеют отчётливо скандинавские имена.
Из версий происхождения слова «русь» наиболее обоснована лингвистически «северная», западнофинская (скандинавская — из древнескандинавского языка через западнофинское посредство). Скандинавская этимология составляет современный лингвистический консенсус. «Южные» гипотезы весьма слабо обоснованы как лингвистически, так и исторически (предполагается существование предшествовавшего Киевской Руси государства на юге). По словам А. А. Зализняка, современный научный консенсус состоит в том, что вне зависимости конкретной истории слова «русь», вначале оно обозначало только норманнов и пришло в русский язык из древнескандинавского языка (др.-сканд. rōþr «гребец» и «поход на гребных судах», трансформировавшееся через фин. ruotsi «шведский, швед» в др.-рус. рѹсь), а затем постепенно с норманнской элиты стало «скользить» на весь народ Древней Руси.
Историк Ф. Дональд Логан писал:

Споры о природе русов и происхождении Русского государства мешают изучению викингов, и даже самой русской истории, уже более века. Исторически достоверно, что русы были шведами. Доказательства бесспорны, и то, что споры все ещё продолжаются на некоторых уровнях историографии, является явным свидетельством удерживающей силы принятых представлений. Споры по этому вопросу — бесполезные, ожесточенные, тенденциозные, доктринёрские — послужили затемнению серьёзной и реальной исторической проблемы, которая остаётся неразрешённой: ассимиляция этих викингов-русов славянским населением, среди которого они жили. Главный исторический вопрос состоит не в том, были ли русы скандинавами или славянами, а в том, насколько быстро эти скандинавские русы влились в славянскую жизнь и культуру… в 839 году русы были шведами; в 1043 году русы были славянами.
По мнению историка и археолога Л. С. Клейна, «норманская теория», «норманизм» никогда не существовал как научная концепция, тогда как антинорманизм существует, но представляет собой, прежде всего, идеологическую платформу, основанную на комплексе неполноценности. Антинорманизм характерен именно для России. Хотя норманны в Средние века захватили значительные территории в Англии, Франции, совершали набеги на Германию, Испанию и Византию, однако ни французы, ни англичане не отрицают этих фактов. Борьба антинорманизма с «норманизмом» — это не критика некой теории, а спор о фактах. Учёный писал: «норманизм — это утверждение природного превосходства норманнов (северных германцев) над другими народами и объяснение этим превосходством исторических достижений этого народа — как мнимых, так и действительных. Это разновидность биологического детерминизма в истории (расизма). Это не научное течение вообще». С этой точки зрения в науке норманизм практически отсутствует, а его использование антинорманистами является полемическим приёмом, поскольку ими прямо утверждается или подразумевается, что любой, кто разделяет представление о скандинавском происхождении варягов, народа Русь или каком-либо влиянии скандинавов на начальные этапы развития Древнерусского государства — является сторонником «расовой ущербности» славян.
По его словам, «норманнская концепция сформулирована и сформирована как раз антинорманистами — как объект для битья. Это жупел, предназначенный для отпугивания ученых от объективного и беспристрастного исследования темы». К норманистам антинорманисты относят всех, кто считает, что варяги являлись скандинавами, в той или иной мере участвовавшие в русской истории в качестве самостоятельных субъекты, и данное участие являлось существенным для русской истории, все, кто в этой сфере науки давал научные предположения об исторических событиях и выявлял исторические факты. Клейн писал: «Антинорманизм как научная концепция давно мертв. Антинорманизм как позиция будет возрождаться не однажды».
По мнению историков Вероника Газо и А. Е. Мусина, «норманизм это не теория: он существует как воображаемый конструкт антинорманнистов. Антинорманисты, не колеблясь, приписывают норманистам надуманные идеи, вроде того, что славяне не смогли бы сами создать государство, или что германцы должны руководить, а славяне подчиняться и т. д.».
По мнению Клейна, постсоветские «профессиональные антинорманисты» наших дней, такие как В. В. Фомин, А. Н. Сахаров и др., менее явно выражают выражают идеологическую составляющую (ультрапатриотизм) своих взглядов, чем ранние антинорманисты, однако также дают понять, что разделяют данные идеи. Они концетрируют внимание на том, что «обнаружили факты», убеждающие, что варяги «были кем угодно, только не норманнами».
Касаясь лингвистических сопоставлений, которые антинорманисты производят по простому созвучию, Клейн писал: «Для ранних антинорманистов, которых так любят доставать из забвения современные антинорманисты, все это было возможно, нормально, научно (и впрямь почти на уровне науки того времени). Но с тех пор лингвистика выработала множество законов, с которыми приходится считаться при сопоставлениях. Не считаться с ними — сугубый дилетантизм, какими бы титулами авторов это ни было украшено».
По мнению Газо и Мусина, антинорманизм с его противоречащей совокупности исторических источников идеей славянской принадлежности варягов «выступает как форма расизма, даже как расовая теория».
В новейшее время в контексте цивилизационного подхода в истории и теорий этнокультурных взаимодействий противостояние «норманистов» и «антинорманистов» в значительной мере утратило научный смысл. Становление государственности рассматривается как длительный процесс углубления стратификации общества, завершающийся политогенезом под воздействием комплекса различных факторов.